# Dominikanergasse 7 (Augsburg)

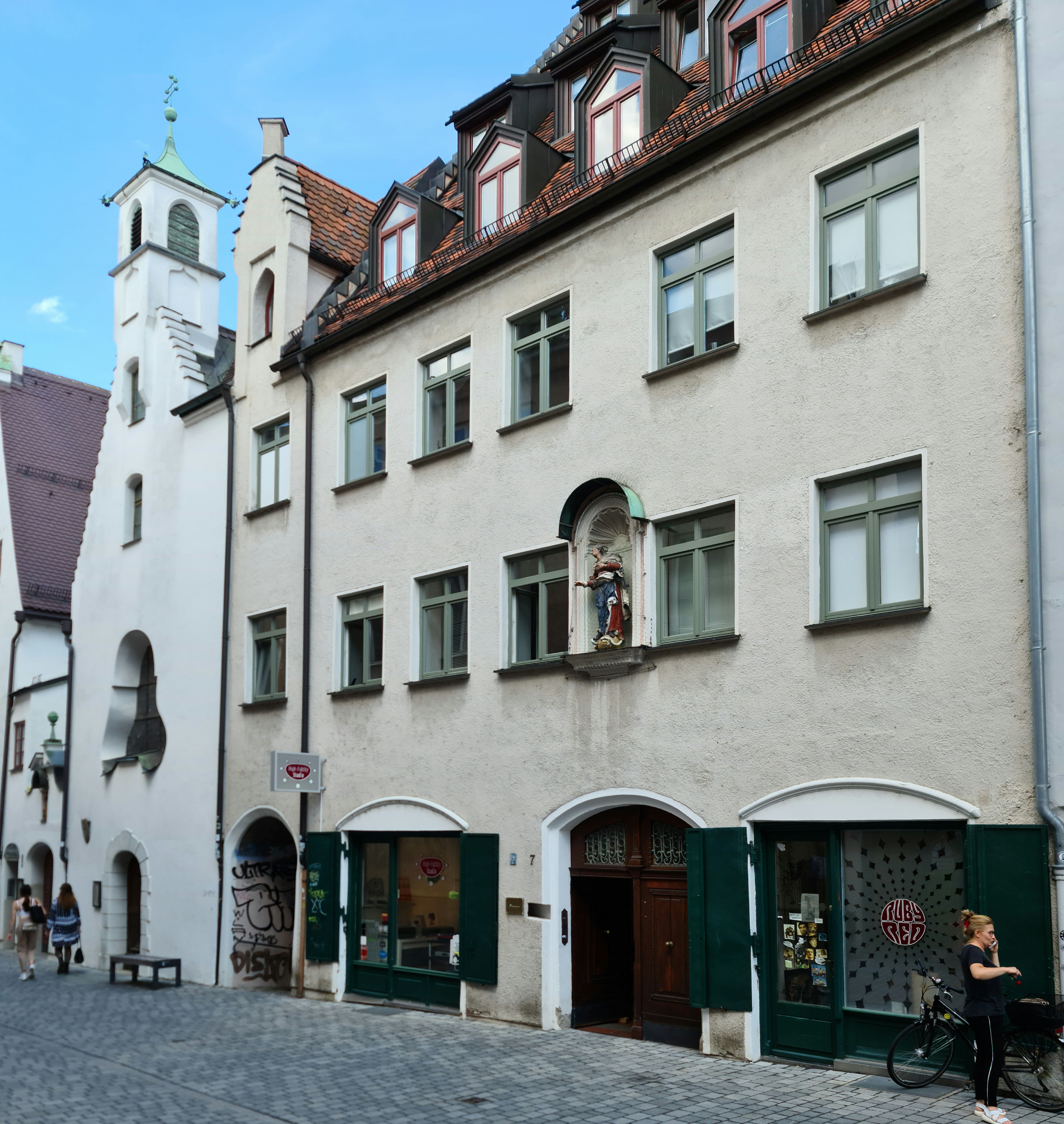
Dominikanergasse 7 in Augsburg

Das Bürgerhaus Dominikanergasse 7 befindet sich im Augsburger Lechviertel und stammt im Kern aus dem 15. Jahrhundert. Es ist als Baudenkmal in der Bayerischen Denkmalliste eingetragen.

## Beschreibung
Bei dem Gebäude (etwa um 1445 errichtet) in der Dominikanergasse handelt es sich um einen dreigeschossigen Traufseitbau mit Satteldach, das durch einen getreppten Giebel abgeschlossen wird. Seitlich befindet sich ein Aufzugsgiebel mit kleinem Durchgang zum Hunoldsgraben (Butzenbergle). Im hinteren Teil befindet sich ein tiefliegender Hof mit Arkaden und einem drei- bzw. viergeschossiger Walmdachbau als Rückgebäude (erbaut um 1795). Über dem Eingang an der Dominikanergasse befindet sich eine Muttergottesfigur. Die Maria Immaculata ist ein Abguss des Originals von 1730 aus dem Umkreis Bendels. Früher war die Fassade zudem mit Fresken geschmückt. Im Inneren gibt es einen Gang in die benachbarte Antoniuskapelle.